# Epiphragma (Epiphragma) diadema
Epiphragma (Epiphragma) diadema is een tweevleugelige uit de familie steltmuggen (Limoniidae). De soort komt voor in het Neotropisch gebied.